# Era tutto un sogno
Era tutto un sogno è il secondo album in studio del rapper italiano Ensi, pubblicato il 13 novembre 2012 da Tanta Roba.
L'album è stato inserito al terzo posto nella lista dei dieci migliori dischi hip hop del 2012 stilata da Panorama.

## Descrizione
Era tutto un sogno è uscito a distanza di quattro anni rispetto al primo album in studio Vendetta e il titolo deriva dalla traduzione in italiano della frase del rapper Notorious B.I.G. «It was all a dream», che apre il singolo Juicy. Ensi cita anche l'album da cui è estratto Juicy, ovvero Ready to Die – che influenzò Ensi nella sua formazione musicale – nel titolo della prima traccia. Vi è inoltre una evidente citazione a NY State of Mind in Torino State of Mind, canzone dove Ensi omaggia Torino.
Il disco contiene 16 tracce prodotte da numerosi artisti, tra i quali Fritz da Cat, DJ Shocca e Big Joe, e con le collaborazioni di rapper italiani come Salmo, Kaos e Gué Pequeno, ma anche artisti pop e reggae quali Samuel dei Subsonica e Mama Marjas.

## Promozione
L'album è stato anticipato dall'uscita dei video dei brani Numero uno e Abracadabra, pubblicati rispettivamente il 21 maggio e il 9 novembre 2012.
Il 17 gennaio 2013 è stato pubblicato il video del brano Oro e argento, in collaborazione con Samuel, a cui ha fatto seguito l'anteprima del video di Tutti contenti, successivamente rimosso dall'etichetta discografica per problemi di copyright.

## Tracce

Screenshot tratto dal video di Tutti contenti

1. Fresco fresco pronto per morire (prodotto da Symone) – 3:22
2. Abracadabra (prodotto da DJ 2P) – 3:56
3. Come il sole (prodotto da Big Joe) – 3:49
4. Era tutto un sogno (feat. Mama Marjas) (prodotto da The Orthopedic) – 3:33
5. Oro e argento (feat. Samuel) (prodotto da Symone) – 3:43
6. Orgoglio e vergogna (prodotto da DJ Shocca aka Roc Beats) – 4:07
7. Numero uno (prodotto da Symone) – 3:47
8. Tutti contenti (feat. Salmo) (prodotto da Big Joe) – 3:32
9. Paper Queen (feat. Gué Pequeno e Biggie Bash) (prodotto da The Orthopedic) – 3:53
10. Nina mala (feat. Charlie P) (prodotto da Symone) – 3:28
11. Tangerine Dream (feat. Raiz) (prodotto da The Orthopedic) – 3:42
12. Quello che voglio (feat. Julia Lenti) (prodotto da The Orthopedic) – 4:01
13. Buon viaggio (feat. Raige & Rayden outta OneMic) (prodotto da Rayden) – 3:40
14. Torino State of Mind (prodotto da Vox P aka CubaClub) – 3:48
15. La scomparsa del pescatore (prodotto da Fritz da Cat) – 5:07
16. Gran finale (feat. Kaos) (prodotto da Res Nullius) – 3:17

## Classifiche
| Classifica (2012) | Posizione massima |
| ----------------- | ----------------- |
| Italia            | 8                 |